# J. Benito Fernández
J. Benito Fernández Domínguez (Tomiño, Pontevedra, 2 de mayo de 1956) es un biógrafo y escritor español. Destacado por sus biografías de personajes controvertidos y su interés en la literatura introspectiva, Fernández ha trabajado como periodista en diversos medios de comunicación en prensa escrita, radio y televisión.

## Biografía
J. Benito Fernández nació en Tomiño, Pontevedra, el 2 de mayo de 1956. En 1960, se trasladó con su familia a Madrid debido a la migración interna, donde vivió en una época marcada por la escasez y la sencillez. Esta experiencia temprana influyó en su interés por personajes excéntricos y fuera de lo común. Su pasión por la literatura surgió al leer la Carta al padre de Franz Kafka, lo que despertó su interés por la "literatura del yo" (memorias, biografías, autobiografías, diarios, dietarios, epistolarios).
Fernández se licenció en Ciencias de la Información, con especialización en Periodismo, en la Universidad Complutense de Madrid. En 1974 comenzó a trabajar en Televisión Española, donde permaneció hasta 2008 y formó parte de los equipos de redacción de programas emblemáticos como Informe Semanal y Telediario. Además, ha colaborado en publicaciones culturales y de análisis como Los Cuadernos del Norte, Quimera, El Viejo Topo, Triunfo, Letra Internacional, Transición, La Calle, Tiempo de Historia, Atlántica XXII y Calle del Aire. También ha escrito para medios digitales como FronteraD y, en ocasiones, ha publicado artículos en ABC, El País, La Razón, Faro de Vigo y Heraldo de Aragón.
En 1988 dirigió y presentó para Radiocadena Española la serie radiofónica Mis malditos favoritos, donde exploró las vidas de trece personajes emblemáticos de la literatura y la música, entre ellos Alex Chilton, Tom Waits, Jean Genet, Boris Vian, Louis-Ferdinand Céline, Emil Cioran, Henri Michaux, Gonzalo Torrente Malvido, Leopoldo María Panero, Eduardo Haro Ibars, Gonzalo Suárez, Lauro Olmo y Agustín Gómez Arcos. Este proyecto inspiró sus dos primeras biografías: El contorno del abismo, sobre Leopoldo María Panero, y Los pasos del caído, sobre Eduardo Haro Ibars.
Sus trabajos sobre Panero y Haro Ibars recibieron elogios de la crítica especializada, quienes destacaron su estilo ameno, detallado y la profundidad de su investigación. Además, Fernández editó y prologó una antología de textos de Leopoldo María Panero titulada Mi cerebro es una rosa. Ha colaborado también en el Diccionario Biográfico Español de la Real Academia de la Historia.
En 2011, publicó Cuaderno de niebla, un ensayo sobre las vidas de André Gide y Roland Barthes, donde explora las coincidencias entre estos dos escritores. La crítica describió esta obra como un ensayo de "lectura grata y reflexiva".
Su libro de 2017, El incógnito Rafael Sánchez Ferlosio, también fue bien recibido, con elogios por su "minuciosa precisión" y "amenidad expresiva".
Ha participado en libros colectivos, como:
- El poema, flor de la nada. 15 glosas a la poesía de Leopoldo María Panero, editado por Javier Huerta (Fundación Universitaria Española, Sial/Trivium, Madrid, 2020).
- Travesías biográficas. Un diálogo interdisciplinar, editado por María Jesús González y Adrián Magali (Ediciones Universidad de Cantabria, Santander, 2022).

A lo largo de su carrera, Fernández ha participado en numerosos congresos y eventos literarios, como el Congreso Poéticas Novísimas "Un fuego nuevo" en la Universidad de Zaragoza (2002) y en varias ediciones de la Feria del Libro de Madrid y una en la de Valladolid, donde participó en una mesa redonda sobre biografías. En 2023, publicó una versión revisada y actualizada de El contorno del abismo, considerada una obra definitiva sobre Leopoldo María Panero.

## Galardones
- Finalista del XXXIII Premio Anagrama de Ensayo (2005).[14]

## Obra
- Mi cerebro es una rosa, antología de Leopoldo María Panero, edición y prólogo (Roger, 1998). ISBN 978-84-89979-35-2.
- El contorno del abismo. Vida y leyenda de Leopoldo María Panero (Tusquets, 1999; reeditado en Anagrama, 2023). ISBN 978-84-8310-495-8 (Tusquets); ISBN 978-84-339-0183-5 (Anagrama).
- Eduardo Haro Ibars: los pasos del caído (Anagrama, 2005). ISBN 978-84-339-6224-9.
- Cuaderno de niebla, ensayo sobre André Gide y Roland Barthes (Montesinos, 2011). ISBN 978-84-15-21618-6.
- El incógnito Rafael Sánchez Ferlosio. Apuntes para una biografía (Árdora, 2017). ISBN 978-84-88020-60-4.
- El plural es una lata. Biografía de Juan Benet (Renacimiento, 2024). ISBN 978-84-10148-58-1.
- Las claves de lo oscuro. Biografía de Ángel Guinda (Olifante, 2025). ISBN 978-84-128991-9-1.